# Dicymbium nigrum
Espèce
Synonymes
- Neriene nigra Blackwall, 1834
- Erigone serotina C. L. Koch, 1841
- Erigone scabristernis Westring, 1851
- Dicymbium gracilipes Menge, 1868

Dicymbium nigrum est une espèce d'araignées aranéomorphes de la famille des Linyphiidae.

## Distribution
Cette espèce se rencontre en écozone paléarctique de l'Europe à la Chine.

## Description
Les mâles mesurent de 1,8 à 2,4 mm et les femelles de 1,9 à 2,5 mm

## Systématique et taxinomie
Cette espèce a été décrite sous le protonyme Neriene nigra par Blackwall en 1834. Elle est placée dans le genre Dicymbium par Simon en 1884.
Dicymbium nigrum brevisetosum est élevée au rang d'espèce par Breitling en 2021.

## Publication originale
- Blackwall, 1834 : A history of the spiders of Great Britain and Ireland. Ray Society, London, vol. 2, p. 175-384.